# Newport (Carolina del Sud)
Newport és una concentració de població designada pel cens dels Estats Units a l'estat de Carolina del Sud. Segons el cens del 2000 tenia 4.033 habitants.

## Demografia
Segons el cens del 2000, Newport tenia 4.033 habitants, 1.381 habitatges i 1.180 famílies. La densitat de població era de 174 habitants/km².
Dels 1.381 habitatges en un 45% hi vivien nens de menys de 18 anys, en un 75,2% hi vivien parelles casades, en un 7,8% dones solteres, i en un 14,5% no eren unitats familiars. En el 12,3% dels habitatges hi vivien persones soles el 3,5% de les quals corresponia a persones de 65 anys o més que vivien soles. El nombre mitjà de persones vivint en cada habitatge era de 2,92 i el nombre mitjà de persones que vivien en cada família era de 3,18.
Per edats la població es repartia de la següent manera: un 29,1% tenia menys de 18 anys, un 6,7% entre 18 i 24, un 31,3% entre 25 i 44, un 26,2% de 45 a 60 i un 6,8% 65 anys o més.
L'edat mediana era de 36 anys. Per cada 100 dones de 18 o més anys hi havia 95,8 homes.
La renda mediana per habitatge era de 59.564 $ i la renda mediana per família de 67.212 $. Els homes tenien una renda mediana de 45.167 $ mentre que les dones 27.594 $. La renda per capita de la població era de 24.237 $. Entorn del 0,7% de les famílies i l'1,7% de la població estaven per davall del llindar de pobresa.

## Poblacions més properes
El següent diagrama mostra les poblacions més properes.